# Henry Gwiazda
Henry Gwiazda (* 1952 in New Britain/Connecticut) ist ein US-amerikanischer Komponist.
Gwiazda spielte in seiner Jugend Gitarre in einer Garagenband. Er studierte Musik an der Eastman School of Music, der Hartt School und an der University of Cincinnati. Bis 1998 wirkte er als Musikprofessor an der Minnesota State University Moorhead in Cincinnati.
Seit 1986 komponierte er Werke für Sampler, Tonband und elektrische Gitarre, die Liveaufführungen beim Festival New Musik America in New York, New Langton Arts in San Francisco. dem Walker Art Center in Minneapolis, dem Stedelijte Museum in Amsterdam, dem Apollohuis in Eindhoven, De Unie in Rotterdam, und dem Cirque Diver in Lüttich erlebten. Er wurde u. a. mit dem Ersten Preis der SUC Student Composers Competition, einem Diverse Visions Grant und Preisen der Jerome Foundation, der McKnight Foundation, der Barlow Foundation und der Bush Foundation ausgezeichnet.
Mit buzzingreynold'sdreamland  und thefLuteintheworLdthefLuteistheworld schuf er 1994/95 zwei Werke, bei denen virtuelle Raumwirkungen über zwei Lautsprecher erzeugt werden (virtual audio). In seinen Kompositionen arbeitet Gwiazda sowohl mit Methoden der Collage als auch mit natürlichen Geräuschen.

## Werke
- eMOTION, 1985
- jamesbrownesque, 1986
- carsongs, 1986
- encore, 1986
- repeat...delay, 1986
- sinfony, 1987
- lighTv, 1987
- nostalgiacoma, 1987
- SampledSymphony, 1987
- jamdancinglikejazz, 1988
- latenightantigone, 1988
- hendrixesque, 1988
- theEmbrace, 1988
- ashortiLLustratedhistoryofstrings, 1988
- whErEyoulivE, 1989
- keePINgtHecHildaLive, 1989
- thEothErwildErnEss, 1989
- MANEATINGCHIPSLISTENINGTOAVIOLIN, 1990
- aftergloW, 1990
- themythofAcceptAnce, 1991
- wM, 1992
- withinlisteningOut, 1993
- buzzingreyno ld'sdreamland, 1994
- thefLuteintheworLdthefLuteistheworld, 1995
- aTThezoo, 1996
- rOOms, 1997
- SmallStairs, 1998
- skYground, 1998
- maZe, 1998
- THEPLEAUREGROUND, 1999